# Barmash
Barmash è una frazione del comune di Kolonjë in Albania (prefettura di Coriza), è situata a 9 km dal confine con la Grecia.
Fino alla riforma amministrativa del 2015 era comune autonomo, dopo la riforma è stato accorpato, insieme agli ex-comuni di Çlirim, Ersekë, Leskovik, Mollas, Novoselë, Qendër Ersekë e Qendër Leskovik a costituire la municipalità di Kolonjë.

## Località
Il comune era formato dall'insieme delle seguenti località:
- Barmash
- Leshenje
- Mesare
- Shales
- Gozhdorazhd
- Sanjollas
- Kamnik
- Benjez
- Radimisht
- Arrez
- Raja